# 千ヶ滝 (軽井沢町)
千ヶ滝（せんがたき）は、長野県北佐久郡軽井沢町にある滝。

## 概要
湯川の支流・千ヶ滝沢の上流に懸かる。高さは20メートルで「軽井沢一の落差」、幅は2メートルである。浅間山の溶岩流の端から流れ落ちた水は、ごつごつした岩肌の合間を縫うようにして流れてゆく。水量は通常であれば少量であるが、降雨後は勢いよく水が流れ落ちるという。滝の脇には千ヶ滝不動尊がある。
下流には大正時代に堤康次郎（西武グループ創業者）によって開発された千ヶ滝別荘地がある。ただ、千ヶ滝自体は別荘地から離れた場所にあるため、かつては交通の不便さから訪れる人は少なかった。林野庁は1997年（平成9年）から1999年（平成11年）にかけて当地において治山工事を実施し、その際に生活環境保全林整備事業の一環として沢沿いに約1.5キロメートルの遊歩道「千ヶ滝せせらぎの道」を整備した。箱根土地は沓掛駅（現・中軽井沢駅）から千ヶ滝へ至る鉄道免許を取得していたが結局実現しなかった。
千ヶ滝は御代田町や小諸市に農業用水を供給する御影用水の水源でもある。江戸時代に開削された御影用水には上堰と下堰の2ルートがあり、千ヶ滝を水源とする前者に対し、後者は湯川を水源としている。

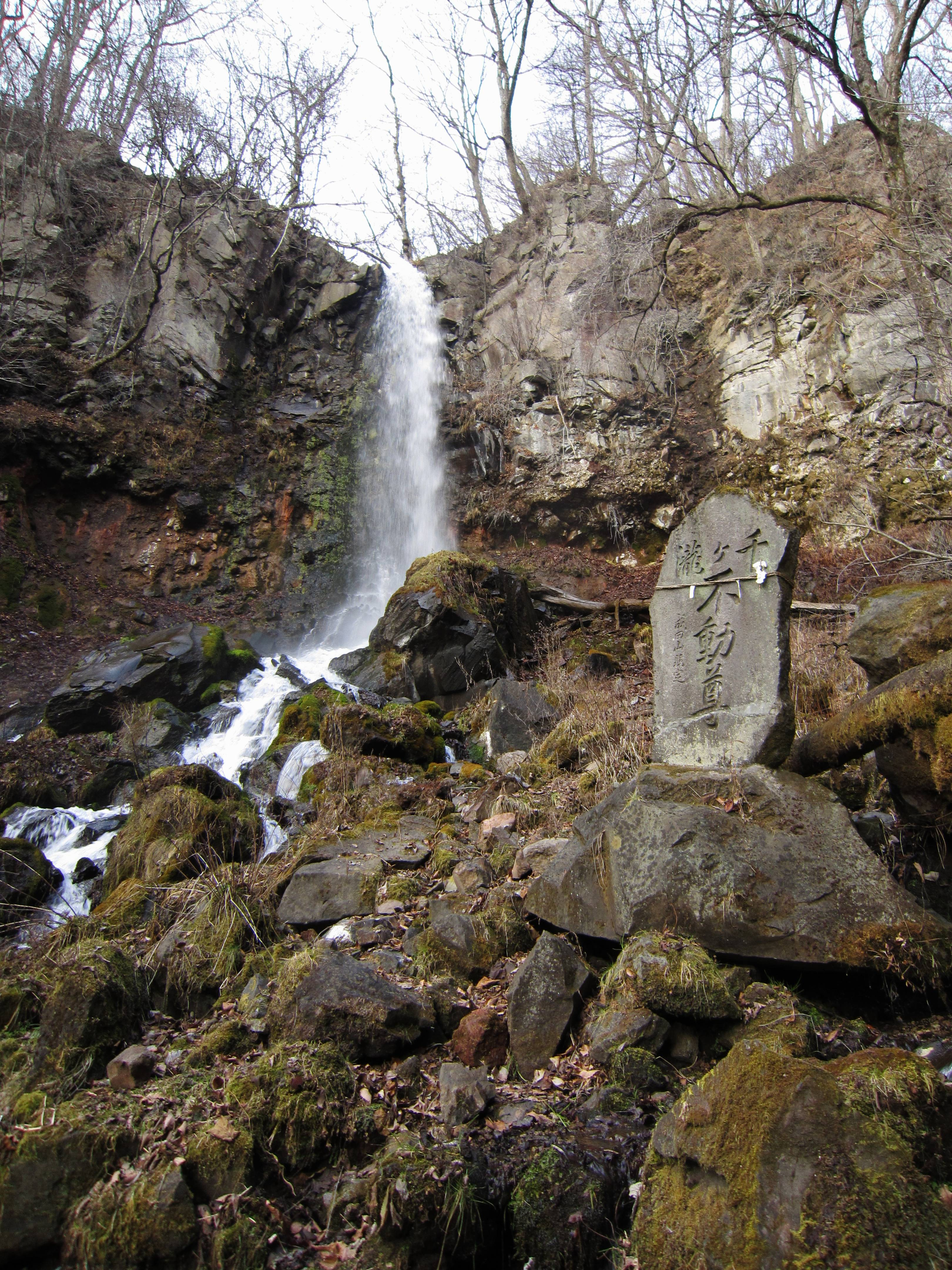
千ヶ滝不動尊
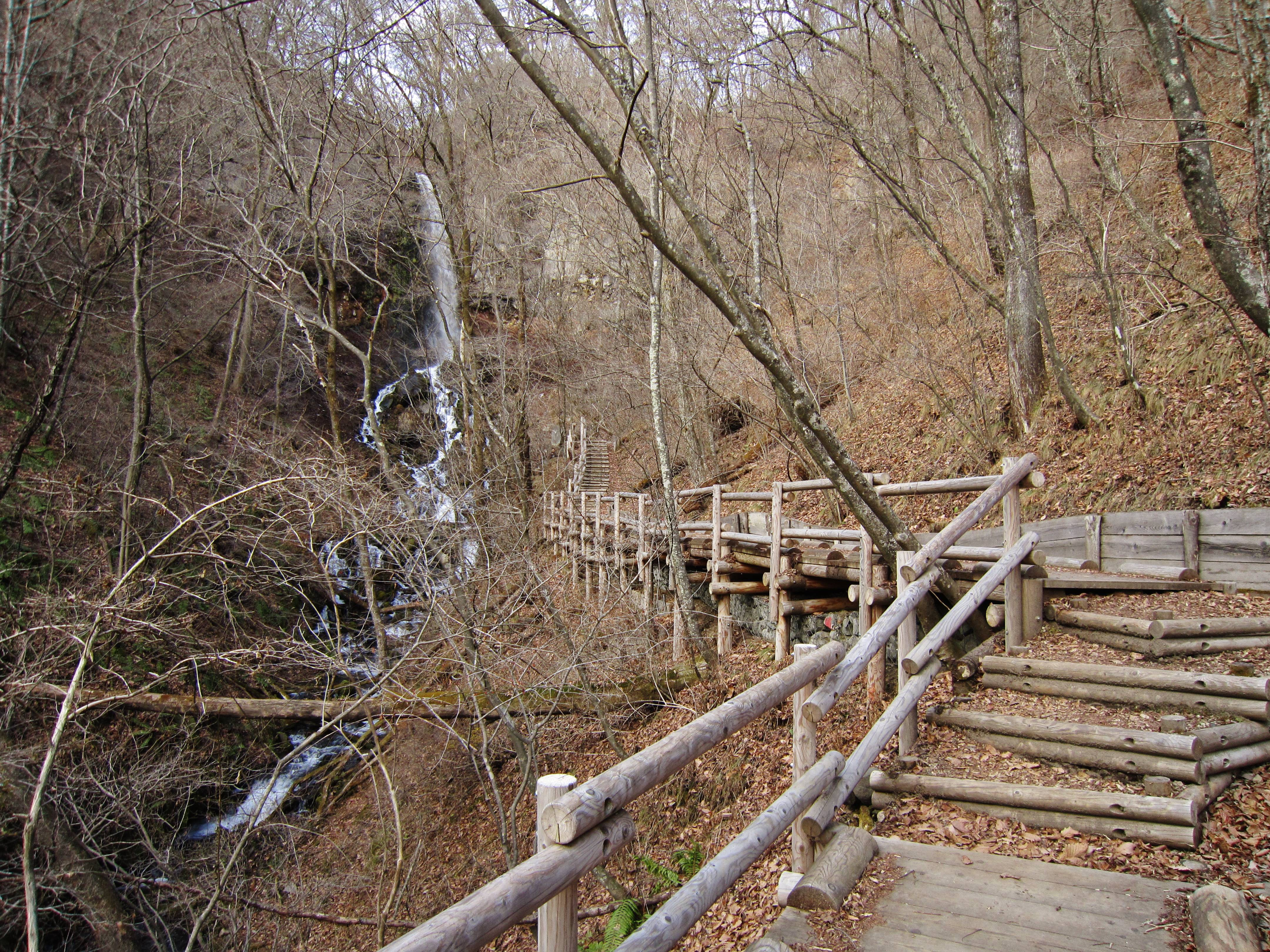
千ヶ滝せせらぎの道
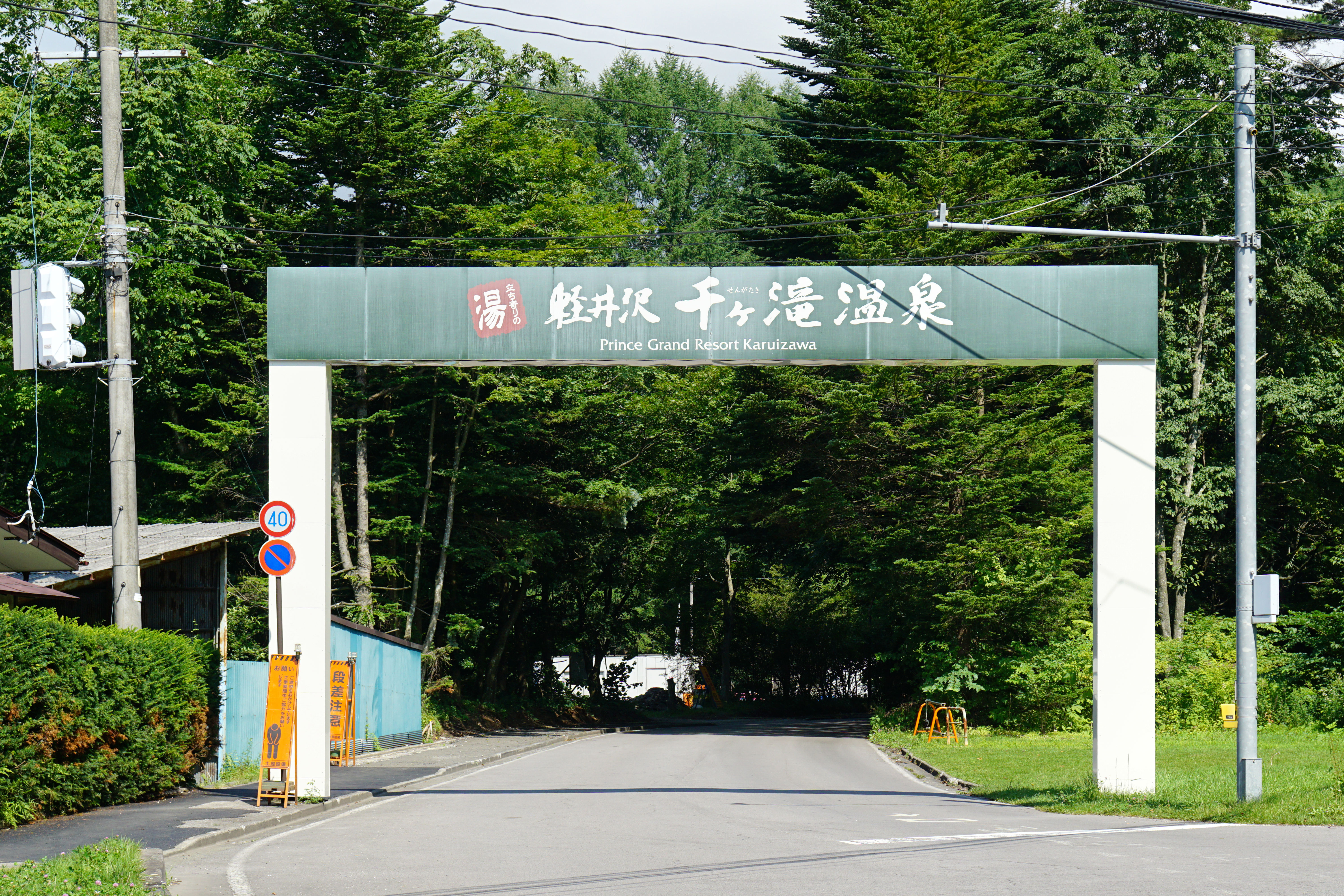
千ヶ滝温泉

## アクセス
自家用自動車
セゾン現代美術館から千ヶ滝せせらぎの道入口の林間駐車場まで車で3分間。そこから徒歩25分間で千ヶ滝に至る。
公共交通機関
JR北陸新幹線およびしなの鉄道線・軽井沢駅から西武観光バスに乗車、中軽井沢駅を経由して忍ヶ丘バス停にて下車。林間駐車場まで徒歩15分間、そこからさらに徒歩25分間で千ヶ滝に至る。